# Franco Garofalo
Franco Garofalo, noto anche con gli pseudonimi di Frank Garfield o Frank Garfeeld (Napoli, 18 aprile 1946 – Roma, 22 agosto 2019), è stato un attore italiano, noto soprattutto per aver interpretato pellicole di genere italiane.

## Biografia
Franco Garofalo esordisce nel film Canterbury proibito. Nel 1974 partecipa alla pellicola del regista statunitense Steve Carver La rivolta delle gladiatrici e nello stesso anno viene contattato da Joe D'Amato per un altro film, Eroi all'inferno, dove ha la parte di un ufficiale. Nel 1976 viene scritturato da Federico Fellini per il suo Casanova, in cui interpreterà soltanto alcune scene senza però portare a termine il film; infatti, dopo aver sforato con i tempi previsti dal suo contratto, dovette rispettare un impegno contrattuale preso in precedenza (per il film Quelli della calibro 38). Nel 1977 ottiene un ruolo per il film La banda Vallanzasca e successivamente partecipa alla pellicola di fantascienza Occhi dalle stelle, nella quale interpreta un fotografo.
Uno dei suoi ruoli più importanti lo ottiene nella pellicola Ciao nì! di Paolo Poeti, con Renato Zero protagonista: Garofalo in questo film interpreta la parte di uno scienziato folle. L'anno seguente viene chiamato di nuovo dal cantante romano per partecipare al musical omonimo al lungometraggio, progetto che poi saltò. Fra il 1980 e il 1981 viene chiamato dal regista Bruno Mattei che gli affida i film La vera storia della monaca di Monza e L'altro inferno, dove è attore protagonista. L'attore, in un'intervista, ha poi raccontato che i due film vennero filmati contemporaneamente, con un budget modestissimo. Nel 1982 ottiene la parte di Gianni Andreucci nella pellicola Assassinio al cimitero etrusco. È morto a Roma il 22 agosto 2019 a causa di un tumore ai polmoni.

## Filmografia

### Cinema
- Canterbury proibito, regia di Italo Alfaro (1972)
- Lo chiamavano Verità, regia di Luigi Perelli (1972)
- Ingrid sulla strada, regia di Brunello Rondi (1973)
- Il sesso della strega, regia di Angelo Pannacciò (1973)
- Eroi all'inferno, regia di Michael Wotruba (Aristide Massaccesi) (1973)
- La rivolta delle gladiatrici, regia di Steve Carver e Joe D'Amato (1974)
- Un urlo dalle tenebre, regia di Angelo Pannacciò  (1975)
- Squadra antiscippo, regia di Bruno Corbucci (1976)
- Quelli della calibro 38, regia di Massimo Dallamano (1976)
- La bravata, regia di Roberto Bianchi Montero (1977)
- La banda Vallanzasca, regia di Mario Bianchi (1977)
- I gabbiani volano basso, regia di Giorgio Cristallini (1977)
- Il commissario di ferro, regia di Stelvio Massi (1978)
- Occhi dalle stelle, regia di Mario Gariazzo (1978)
- Ciao nì!, regia di Paolo Poeti (1979)
- Virus, regia di Bruno Mattei (1980)
- La vera storia della monaca di Monza, regia di Bruno Mattei (1980)
- L'altro inferno, regia di Bruno Mattei (1981)
- Assassinio al cimitero etrusco, regia di Sergio Martino (1982)
- Hercules, regia di Luigi Cozzi (1983)
- Razza violenta, regia di Fernando Di Leo (1984)
- La visione del sabba, regia di Marco Bellocchio (1988)

### Televisione
- Joe Petrosino, regia di Daniele D'Anza – miniserie TV (1972)
- Alle origini della mafia, regia di Enzo Muzii – miniserie TV (1976)
- Un anno di scuola, regia di Franco Giraldi – miniserie TV (1977)

## Doppiatori italiani
- Vittorio Stagni in La banda Vallanzasca, Assassinio al cimitero etrusco